# Julija Balykina
Julija Vladimirovna Balykina, trasl. angl. Yuliya Balykina (in bielorusso Юлія Уладзіміраўна Балыкіна? in russo Юлия Владимировна Балыкина?; Bulgan, 12 aprile 1984 – Distretto di Smaljavičy, 28 ottobre 2015), è stata una velocista bielorussa.

## Biografia
Nata a Bulgan in Mongolia, ha iniziato a praticare sport all'età di 18 anni, a Zaporižžja in Ucraina. Nel 2008 si è trasferito in Bielorussia ed ha ottenuto la cittadinanza bielorussa.
Ha gareggiato nei 100 metri piani e nella staffetta 4x100 metri ai Giochi Olimpici del 2012.
L'11 giugno 2013 è stata squalificata per 2 anni a causa di un risultato positivo al Drostanolone ad un test antidoping, dopodiché ha deciso di porre fine alla sua carriera sportiva e di iniziare quella di allenatrice per bambini e giovani.

### Morte
Yulia è scomparsa mentre tornava a casa il 28 ottobre 2015, Il 16 novembre, il Ministero degli affari interni ha riferito che il corpo è stato trovato in una foresta vicino al villaggio di Starina nel distretto di Smaljavičy della regione di Minsk. Il suo ex fidanzato Dmitry Vishtalyuk, sospettato da subito di omicidio, ha ammesso pienamente la sua colpevolezza.  Il 27 giugno 2016 il tribunale lo ha dichiarato colpevole dell'omicidio, condannandolo a 23 anni di reclusione.

## Progressione

### 60 metri piani
| Stagione | Misura  | Luogo      | Data      | Rank. Mond. |
| -------- | ------- | ---------- | --------- | ----------- |
| 2013     | 7"57(i) | Mahilëŭ    | 5-2-2013  |             |
| 2012     | 7"24(i) | Minsk      | 18-1-2012 |             |
| 2011     | 7"30(i) | Mahilëŭ    | 22-1-2011 |             |
| 2010     | 7"38(i) | Mahilëŭ    | 12-2-2010 |             |
| 2009     | 7"37(i) | Mahilëŭ    | 13-2-2009 |             |
| 2008     | 7"39(i) | Mahilëŭ    | 26-1-2008 |             |
| 2007     | 7"37(i) | Zaporižžja | 24-1-2007 |             |
| 2006     | 7"64(i) | Zaporižžja | 25-1-2006 |             |
| 2005     | 7"70(i) | Zaporižžja | 28-1-2005 |             |
| 2004     | 7"35(i) | Zaporižžja | 29-1-2004 |             |
| 2002     | 7"80(i) | Kiev       | 19-2-2002 |             |

### 100 metri piani
| Stagione | Misura | Luogo    | Data      | Rank. Mond. |
| -------- | ------ | -------- | --------- | ----------- |
| 2012     | 11"38  | Mosca    | 11-6-2012 |             |
| 2011     | 11"42  | Brest    | 21-5-2011 |             |
| 2010     | 11"25  | Grodno   | 26-6-2010 |             |
| 2009     | 11"65  | La Canea | 1-6-2009  |             |
| 2008     | 11"54  | Minsk    | 27-6-2008 |             |
| 2007     | 11"85  | Grodno   | 5-7-2007  |             |
| 2006     | 11"69  | Kiev     | 14-7-2006 |             |
| 2005     | 11"72  | Kiev     | 21-6-2005 |             |
| 2004     | 11"98  | Donec'k  | 12-6-2004 |             |
| 2003     | 11"92  | Kiev     | 20-6-2003 |             |

### 200 metri piani
| Stagione | Misura | Luogo      | Data      | Rank. Mond. |
| -------- | ------ | ---------- | --------- | ----------- |
| 2012     | 23"64  | Brest      | 26-5-2012 |             |
| 2011     | 23"83  | Sollentuna | 28-6-2011 |             |
| 2010     | 23"83  | Brest      | 22-5-2010 |             |
| 2009     | 24"05  | Kalamata   | 30-5-2009 |             |
| 2008     | 24"33  | Grodno     | 9-7-2008  |             |
| 2007     | 24"42  | Jalta      | 14-6-2007 |             |
| 2006     | 24"04  | Kiev       | 22-7-2006 |             |
| 2005     | 24"15  | Kiev       | 3-7-2005  |             |

## Palmarès
| Anno                                | Manifestazione  | Sede           | Evento      | Risultato  | Prestazione | Note   |
| ----------------------------------- | --------------- | -------------- | ----------- | ---------- | ----------- | ------ |
| In rappresentanza della Bielorussia |                 |                |             |            |             |        |
| 2009                                | Europei indoor  | Torino         | 60 m piani  | Batteria   | 7"41        |        |
| 2010                                | Europei         | Barcellona     | 100 m piani | Batteria   | 11"55       |        |
| 2010                                | Europei         | Barcellona     | 4x100 m     | 5ª         | 43"18       | [ 8 ]  |
| 2011                                | Giochi militari | Rio de Janeiro | 100 m piani | 5ª         | 11"70       | [ 9 ]  |
| 2011                                | Giochi militari | Rio de Janeiro | 200 m piani | Semifinale | 24"90       |        |
| 2011                                | Mondiali        | Taegu          | 4x100 m     | Semifinale | 44"38       |        |
| 2012                                | Mondiali indoor | Istanbul       | 60 m piani  | Semifinale | 7"28        |        |
| 2012                                | Europei         | Helsinki       | 100 m piani | Semifinale | 11"42       |        |
| 2012                                | Europei         | Helsinki       | 4x100 m     | 7ª         | 44"06       |        |
| 2012                                | Olimpiade       | Londra         | 100 m piani | Batteria   | 11"70       | [ 10 ] |
| 2012                                | Olimpiade       | Londra         | 4x100 m     | Semifinale | 43"90       |        |

## Campionati nazionali
- 3 volte campionessa nazionale bielorussa indoor dei 60 metri ostacoli (2009, 2010, 2012)
- 2 volte campionessa nazionale bielorussa dei 100 metri piani (2011, 2012)
- 1 volta campionessa nazionale bielorussa indoor dei 200 metri piani (2009)
- 1 volta campionessa nazionale bielorussa della staffetta 4x100 metri (2010)
- 1 volta campionessa nazionale bielorussa dei 200 metri piani (2011)

2004
- 7ª ai campionati ucraini (Jalta) - 100 metri piani - 11"99

2005
- 6ª ai campionati ucraini (Kiev) - 100 metri piani - 11"76
- 5ª ai campionati ucraini (Kiev) - 200 metri piani - 24"15

2006
- 13ª ai campionati ucraini indoor (Sumy) - 60 metri piani - 7"67
- 6ª ai campionati ucraini (Kiev) - 100 metri piani - 11"71
- 5ª ai campionati ucraini (Kiev) - 200 metri piani - 24"04

2007
- Bronzo ai campionati ucraini indoor (Sumy) - 60 metri piani - 7"44
- 6ª ai campionati bielorussi (Grodno) - 200 metri piani - 24"77

2008
- 4ª ai campionati bielorussi indoor (Mogilyov) - 60 metri piani - 7"42
- Bronzo ai campionati bielorussi (Grodno) - 200 metri piani - 24"55

2009
- Oro ai campionati bielorussi indoor (Mogilyov) - 60 metri piani - 7"37
- Oro ai campionati bielorussi indoor (Mogilyov) - 200 metri piani - 24"63
- 4ª ai campionati bielorussi (Grodno) - 100 metri piani - 11"70

2010
- Oro ai campionati bielorussi indoor (Mogilyov) - 60 metri piani - 7"38
- Argento ai campionati bielorussi (Grodno) - 100 metri piani - 11"25
- Oro ai campionati bielorussi (Grodno) - staffetta 4x100 m - 43"96

2011
- Oro ai campionati bielorussi (Grodno) - 100 metri piani - 11"51
- Oro ai campionati bielorussi (Grodno) - 200 metri piani - 23"96

2012
- Oro ai campionati bielorussi indoor (Mogilyov) - 60 metri piani - 7"25
- Oro ai campionati bielorussi (Grodno) - 100 metri piani - 11"61

2013
- 4ª ai campionati bielorussi indoor (Mogilyov) - 60 metri piani - 7"58

## Altre competizioni internazionali
2009
- Argento ai Campionati europei a squadre, ( Bergen), staffetta 4x100 m - 44"79

2010
- 10ª ai Campionati europei a squadre, ( Bergen), 100 m piani - 11"53
- 8ª ai Campionati europei a squadre, ( Bergen), staffetta 4x100 m - 44"51

2011
- 6ª ai Campionati europei a squadre, ( Stoccolma), staffetta 4x100 m - 43"67